# Куп европских шампиона 1969/70.
Куп европских шампиона 1969/70. је било 15. издање Купа шампиона, најјачег европског клупског фудбалског такмичења. Финале је одиграно 6. маја 1970. на стадиону Сан Сиро у Милану, где је Фајенорд са 2:1 након продужетака победио Селтик, и тако освојио свој први трофеј Купа шампиона. Фајенорд је такође на путу до трофеја у осмини финала елиминисао Милан, браниоца трофеја из претходне сезоне. 
Ово је био први тријумф за клуб из земаља Бенелукса.
Италија је једина имала два представника, поред Милана, освајача Купа шампиона из претходне сезоне, још је играла и Фјорентина, првак Италије у претходној сезони.
Од ове сезоне утакмице разигравања су напуштене у корист голова у гостима, а у случају да су клубови након два меча били изједначени о том питању победник је одлучиван бацањем новчића.

## Квалификације
| Тим #1 | рез. | Тим #2 | прва утакмица | друга утакмица |
| ------ | ---- | ------ | ------------- | -------------- |
| ТПС    | 0:5  | КБ     | 0:1           | 0:4            |

## Прво коло
| Тим #1                    | рез. | Тим #2              | прва утакмица | друга утакмица |
| ------------------------- | ---- | ------------------- | ------------- | -------------- |
| Хибернијанс               | 2:6  | Спартак Трнава      | 2:2           | 0:4            |
| Галатасарај               | 5:2  | Вотерфорд јунајтед  | 2:0           | 3:2            |
| Арад                      | 1:10 | Легија Варшава      | 1:2           | 0:8            |
| Бајерн Минхен             | 2:3  | Сент Етјен          | 2:0           | 0:3            |
| Форвертс Берлин           | 3:1  | Панатинаикос        | 2:0           | 1:1            |
| Црвена звезда             | 12:2 | Линфилд             | 8:0           | 4:2            |
| Милан                     | 8:0  | Авенир Беген        | 5:0           | 3:0            |
| Рејкјавик                 | 2:16 | Фајенорд            | 2:12          | 0:4            |
| Стандард Лијеж            | 4:1  | 17. новембар Тирана | 3:0           | 1:1            |
| Олимпијакос Никозија      | 1:14 | Реал Мадрид         | 0:8           | 1:6            |
| Лидс јунајтед             | 16:0 | Лин                 | 10:0          | 6:0            |
| ЦСКА Септембарска застава | 3:5  | Ференцварош         | 2:1           | 1:4            |
| Базел                     | 0:2  | Селтик              | 0:0           | 0:2            |
| Бенфика                   | 5:2  | КБ                  | 2:0           | 3:2            |
| Аустрија Беч              | 2:5  | Динамо Кијев        | 1:2           | 1:3            |
| Фјорентина                | 3:1  | Естер               | 1:0           | 2:1            |

## Осмина финала
| Тим #1          | рез. | Тим #2        | прва утакмица | друга утакмица |
| --------------- | ---- | ------------- | ------------- | -------------- |
| Спартак Трнава  | 1:11 | Галтасарај    | 1:0           | 0:1            |
| Легија Варшава  | 3:1  | Сент Етјен    | 2:1           | 1:0            |
| Форвертс Берлин | 4:42 | Црвена звезда | 2:1           | 2:3            |
| Милан           | 1:2  | Фајенорд      | 1:0           | 0:2            |
| Стандард Лијеж  | 4:2  | Реал Мадрид   | 1:0           | 3:2            |
| Лидс јунајтед   | 6:0  | Ференцварош   | 3:0           | 3:0            |
| Селтик          | 3:31 | Бенфика       | 3:0           | 0:3            |
| Динамо Кијев    | 1:2  | Фјорентина    | 1:2           | 0:0            |

1 Галатасарај и Селтик се пласирали у четвртфинале бацањем новчића.
2 Форвертс Берлин се пласирао у четвртфинале по правилу више голова постигнутих у гостима.

## Четвртфинале
| Тим #1          | рез. | Тим #2         | прва утакмица | друга утакмица |
| --------------- | ---- | -------------- | ------------- | -------------- |
| Галатасарај     | 1:3  | Легија Варшава | 1:1           | 0:2            |
| Форвертс Берлин | 1:2  | Фајенорд       | 1:0           | 0:2            |
| Стандард Лијеж  | 0:2  | Лидс јунајтед  | 0:1           | 0:1            |
| Селтик          | 3:1  | Фјорентина     | 3:0           | 0:1            |

## Полуфинале
| Тим #1         | рез. | Тим #2   | прва утакмица | друга утакмица |
| -------------- | ---- | -------- | ------------- | -------------- |
| Легија Варшава | 0:2  | Фајенорд | 0:0           | 0:2            |
| Лидс јунајтед  | 1:3  | Селтик   | 0:1           | 1:2            |

## Финале
| Фајенорд                   | 2 – 1 (пр.) | Селтик    |
| -------------------------- | ----------- | --------- |
| Исрајел 31’ · Киндвал 117’ |             | Гемел 29’ |

| Победник Лиге шампиона 1969/70. |
| ------------------------------- |
| ФК Фајенорд 1. титула           |

## Најбољи стрелци
| Поз | Играч               | Клуб            | Голова |
| --- | ------------------- | --------------- | ------ |
| 1   | Мик Џоунс           | Лидс јунајтед   | 8      |
| 2   | Ове Киндвал         | Фајенорд        | 7      |
| 3   | Руд Гелс            | Фајенорд        | 6      |
| 4   | Зоран Антонијевић   | Црвена звезда   | 5      |
| 4   | Станислав Караси    | Црвена звезда   | 5      |
| 6   | Јозеф Адамец        | Спартак Трнава  | 4      |
| 6   | Лућјан Брихчи       | Легија Варшава  | 4      |
| 6   | Анри Депире         | Стандард Лијеж  | 4      |
| 6   | Еузебио             | Бенфика         | 4      |
| 6   | Џони Џајлс          | Лидс јунајтед   | 4      |
| 6   | Виљем ван Ханегем   | Фајенорд        | 4      |
| 12  | Хорст Бегерад       | Форвертс Берлин | 3      |
| 12  | Били Бремнер        | Лидс јунајтед   | 3      |
| 12  | Нестор Комбин       | Милан           | 3      |
| 12  | Казимијеж Дејна     | Легија Варшава  | 3      |
| 12  | Дијамантино         | Бенфика         | 3      |
| 12  | Себастијан Флејитас | Real Madrid     | 3      |
| 12  | Роберт Гадоха       | Легија Варшава  | 3      |
| 12  | Томи Гемел          | Селтик          | 3      |
| 12  | Питер Лоример       | Лидс јунајтед   | 3      |
| 12  | Гокмен Озденак      | Галатасарај     | 3      |
| 12  | Јирген Пипенбург    | Форвертс Берлин | 3      |
| 12  | Ерв Ревели          | Сент Етјен      | 3      |